# Saint-Vivien (Charente-Maritime)
Saint-Vivien ist eine französische Gemeinde mit 1.411 Einwohnern (Stand: 1. Januar 2022) im Département Charente-Maritime in der Region Nouvelle-Aquitaine. Sie gehört zum Arrondissement La Rochelle, zum Kanton Châtelaillon-Plage (bis 2015: Kanton La Jarrie) und ist Mitglied im Gemeindeverband La Rochelle Agglomération. Die Einwohner werden Vivianais(es) genannt.

## Geografie
Saint-Vivien liegt etwa elf Kilometer ostsüdöstlich von La Rochelle in der historischen Landschaft Aunis. Umgeben wird Saint-Vivien von den Nachbargemeinden Salles-sur-Mer im Norden, Thairé im Osten, Yves im Süden sowie Châtelaillon-Plage im Westen.
Am Westrand der Gemeinde führt die Route nationale 137 entlang.

## Bevölkerungsentwicklung
| Jahr                      | 1962 | 1968 | 1975 | 1982 | 1990 | 1999 | 2006 | 2012 |
| Einwohner                 | 355  | 356  | 382  | 625  | 702  | 851  | 873  | 1150 |
| Quelle: Cassini und INSEE |      |      |      |      |      |      |      |      |

## Sehenswürdigkeiten

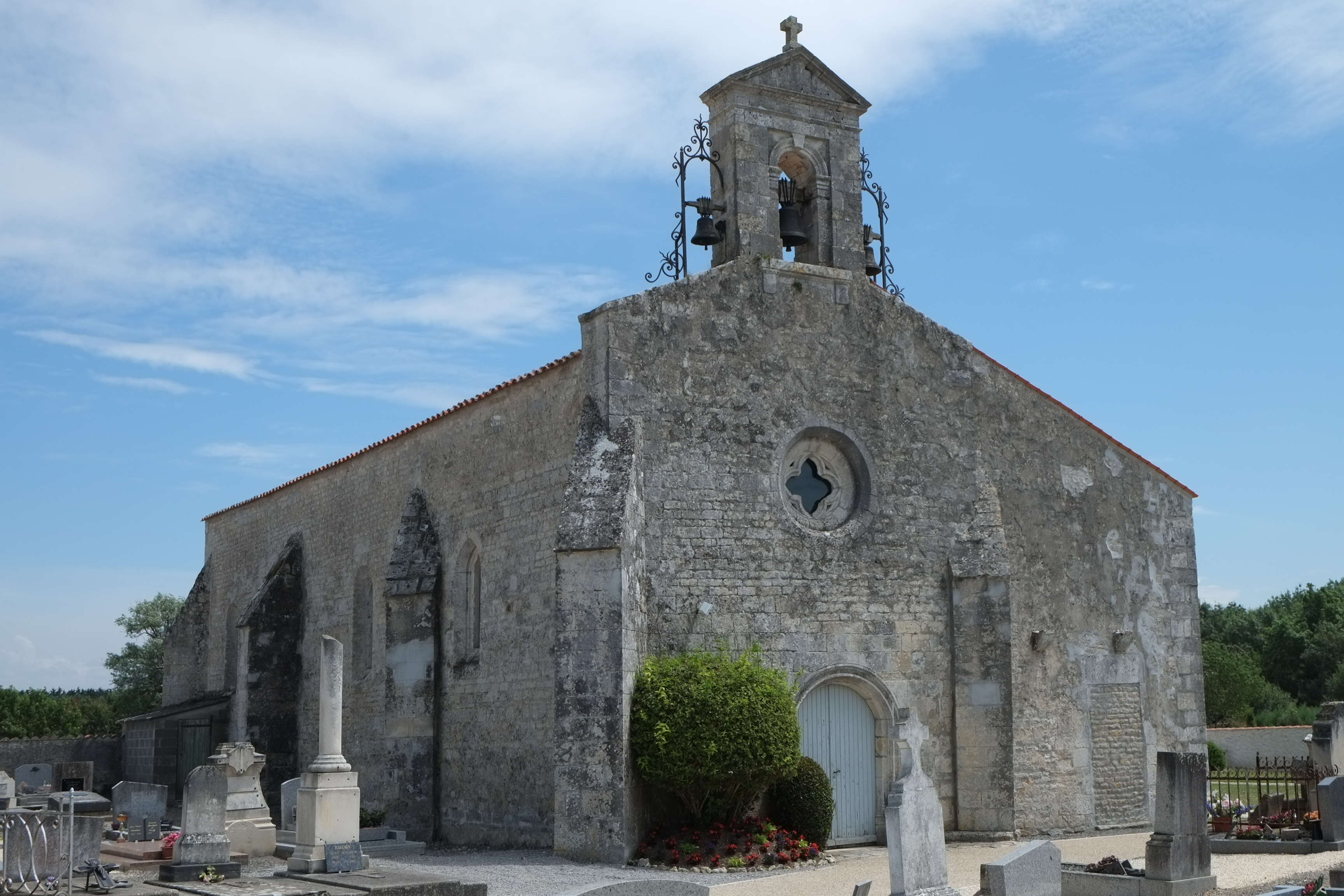
Kirche Saint-Vivien

- Kirche Saint-Vivien